# Norbert Ziegler
Norbert Ziegler (* 14. August 1953) ist ein ehemaliger deutscher Fußballspieler.
Ziegler spielte von 1975 bis 1980 bei Bayer 04 Leverkusen, wo er im Mittelfeld und Angriff eingesetzt wurde. Mit dem Verein stieg er 1979 in die Bundesliga auf. Nach dem Aufstieg verlor Ziegler seinen Stammplatz und bestritt insgesamt nur fünf Bundesligapartien. Im November 1980 wechselte er zum Zweitligisten Freiburger FC. Insgesamt bestritt er 159 Zweitligaspiele, in denen er 19 Tore schoss. In der Saison 1981/82 spielte er zuletzt für den SC Viktoria Köln.
Von 1989 bis März 2012 war er als Scout bei Bayer 04 Leverkusen tätig.